# Wspólnota administracyjna Straußfurt
Wspólnota administracyjna Straußfurt (niem. Verwaltungsgemeinschaft Straußfurt) – wspólnota administracyjna w Niemczech, w kraju związkowym Turyngia, w powiecie Sömmerda. Siedziba wspólnoty znajduje się w miejscowości Straußfurt.
Wspólnota administracyjna zrzesza siedem gmin wiejskich (Gemeinde): 
1. Gangloffsömmern
2. Haßleben
3. Riethnordhausen
4. Schwerstedt
5. Straußfurt
6. Werningshausen
7. Wundersleben

31 grudnia 2019 gmina Henschleben została przyłączona do gminy Straußfurt.